# Borne milliaire de Biozat
La borne leugaire gallo-romaine de Biozat se dresse à côté de l'Église Saint-Symphorien de Biozat, dans le département de l'Allier, en France.

## Description

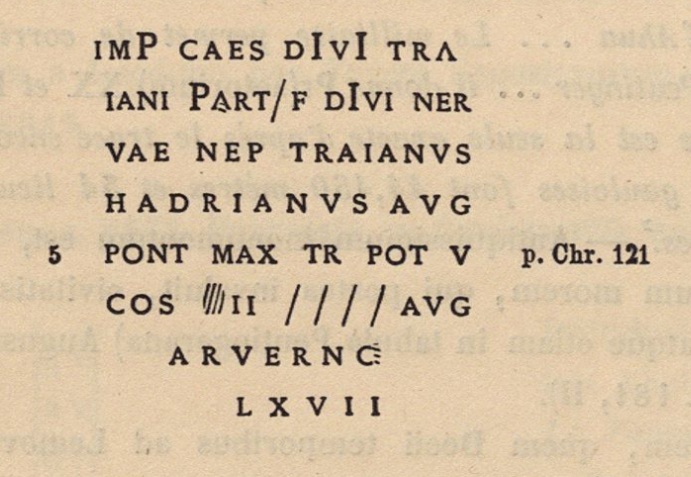
Lecture de l'inscription telle que publiée en 1888.

La borne est une pierre d'environ 1,5 m de haut, de forme hémi-cylindrique. Très probablement parfaitement cylindrique à l'origine, elle a été sectionnée en deux parties sur toute sa longueur puis évidée, pour être transformée en sarcophage : sort rencontré par nombre de ses homologues après l'époque gallo-romaine. 

Elle porte une inscription, indiquant qu'elle a été dressée en l'honneur d'Hadrien à une distance de 17 lieues à partir de Clermont-Ferrand (c'est donc une borne leugaire et non milliaire) : 

« IMP CAES DIVI TRA
IANI PART F DIVI NER
VAE NEP TRAIANUS
HADRIANUS AUG
PONT MAX
TR POT V
COS III P
PATR AUG
C ARVENOR
L XVII »

En complétant les abréviations, on obtient le texte latin :
« Imp(erator) Caes(ar) divi Traiani Part(hici) f(ilius) divi Nervae nep(os) Traianus Hadrianus Aug(ustus) pont(ifex) max(imus) tr(ibunicia) pot(estate) V co(n)s{s}(ul) III p(ater) patr(iae) Aug(ustonemeto) C(ivitate) Arvernor(um) l(eugas) XVII »,
c'est-à-dire : « L'empereur César, fils du divin Trajan le vainqueur des Parthes, petit-fils du divin Nerva, Trajan Hadrien Auguste, grand Pontife, investi pour la cinquième fois de la puissance tribunicienne, consul pour la troisième fois, père de la Patrie. Civitas Arvernorum, 17e lieue ».
La première partie de l'inscription relate le titre complet d'Hadrien ; la fin indique la distance à Clermont (alors Civitas Arvernorum).
La borne est creusée, indiquant un probable réemploi comme sarcophage.

## Localisation
La borne est située sur la commune de Biozat, sur la pelouse qui entoure l'église.

## Historique
La borne est érigée vers 120-121, sous le règne de l'empereur Hadrien, Biozat faisant alors partie de la province romaine d'Aquitania, dont Clermont est la capitale.
La borne est redécouverte en 1841 à proximité de l'église Saint-Symphorien. Elle est inscrite au titre des monuments historiques en 1946.